# Campionatul Internațional de Scrimă din 1930
Campionatul Internațional de Scrimă din 1930 s-a desfășurat la Liège, Belgia.

## Rezultate

### Masculin
| Probă                 | Aur | Argint | Bronz |
| Spadă la individual   | Philippe Cattiau (FRA)                                                                                          | Alfredo Pezzana (ITA)                                                                                                   | André Rossignol (FRA)                                                                                      |
| Spadă pe echipe       | Belgia · Émile Barbier · Xavier de Beukelaer · Charles Debeur · Charles Delporte · Willy Osterrieth · Léon Tom  | Italia · Carlo Agostoni · Giancarlo Cornaggia-Medici · Renzo Minoli · Saverio Ragno · Franco Riccardi · Alfredo Pezzana | Franța André Baur Philippe Cattiau André Labatut Jean Lacroix André Rossignol Bernard Schmetz              |
| Floretă la individual | Giulio Gaudini (ITA)                                                                                            | Gustavo Marzi (ITA) | Gioacchino Guaragna (ITA)                                                                                  |
| Floretă pe echipe     | Italia · Giulio Gaudini · Gioacchino Guaragna · Gustavo Marzi · Ugo Pignotti · Saverio Ragno · Rodolfo Terlizzi | Franța René Bougnol Philippe Cattiau Jacques Coutrot Édouard Gardère René Lemoine                                       | Belgia · Raymond Bru · Georges de Bourguignon · Max Janlet · Pierre Pêcher · Robert T'Sas · Édouard Yves   |
| Sabie la individual   | György Piller (HUN)                                                                                             | Attila Petschauer (HUN)                                                                                                 | György Doros (HUN)                                                                                         |
| Sabie pe echipe       | Ungaria · János Garay · Gyula Glykais · Sándor Gombos · Attila Petschauer · György Piller · József Rády         | Italia · Renato Anselmi · Arturo De Vecchi · Giulio Gaudini · Gustavo Marzi · Alfredo Pezzana · Emilio Salafia          | Polonia Kazimierz Laskowski Leszek Nycz Adam Papée Władysław Segda Kazimierz Szempliński Tadeusz Friedrich |

### Feminin
| Probă                 | Aur                | Argint                  | Bronz                   |
| Floretă la individual | Jenny Addams (GBR) | Germana Schwaiger (ITA) | Mary Ann Venables (AUT) |

## Clasament pe medalii
| Loc   | Țară           | Aur | Argint | Bronz | Total |
| ----- | -------------- | --- | ------ | ----- | ----- |
| 1     | Italia         | 2   | 5      | 1     | 8     |
| 2     | Belgia         | 2   | 1      | 1     | 4     |
| 3     | Ungaria        | 2   | 0      | 1     | 3     |
| 4     | Franța         | 1   | 1      | 2     | 4     |
| 6     | Marea Britanie | 0   | 0      | 1     | 1     |
| 6     | Polonia        | 0   | 0      | 1     | 1     |
| Total | Total          | 7   | 7      | 7     | 21    |